# Пеккёр, Константин
Константин Пеккёр (фр. Constantin Pecqueur; 4 октября 1801 года, Арлё — 17 декабря 1887 года, Таверни) — французский экономист и теоретик социализма.
Сочинения его, отчасти отражали воззрения Сен-Симона, Фурье и Пьера Леру — движущей силой истории считал стремление воплотить в жизнь религиозные и моральные принципы. Но при этом Пеккёр одним из первых признал, что для развития общества огромное значение имеет научно-технический прогресс, в частности массовое машинное производство. Поворотным является двухтомный труд «Economie sociale des intérêts du commerce, de l’industrie, de l’agriculture et de la civilisation en général, sous l’influence de l’application de la vapeur» (1839 год). В этой работе Пеккёр показывал, что изменения материальных условий, такие как использование энергии пара, вызывают изменения в интеллектуальном развитии не только отдельного инженера, но и массово во многих слоях общества.
Пеккёр был одним из первых французских социалистов, выступавших за коллективную собственность на средства производства, распределения и обмена. Развитие акционерных обществ трактовал не как процесс концентрации капитала, а как «рассеивание состояний», ведущее к постепенному переходу населения из пролетариата в средний класс. Ратовал за массовый выпуск акций мелких номиналов, чтобы их могли покупать рабочие. В этом он видел возможность мирного перехода от капитализма к социализму.
Во время французской революции 1848 года принимал участие в работе «Люксембургской комиссии».
В 1849 году издавал журнал «Спасение народа», в котором начал признавать допустимость революционного насилия ради социалистического преобразования общества. Он продолжал приветствовать увеличение производственной мощности промышленности, но считал, что капиталистические отношения собственности не позволяют полностью реализовать производственный потенциал промышленных технологий. Поэтому промышленность должна быть национализирована и организована для общего блага. Такую позицию высоко оценил Карл Маркс и часто цитировал Пеккёра в «Капитале» и других экономических трудах.
Георг Лихтхейм писал: «Оригинальность Пеккёра как теоретика основана на его понимании последствий, присущих промышленной революции. В своих трудах он разработал элементарную социологию классов и общую теорию исторического развития, которые образовали связь между сенсимонизмом и марксизмом».
Отошёл от литературной и общественной деятельности после переворота 1851 года.

## Труды
Важнейшие из них:
- «Economie sociale des intérêts du commerce, de l’industrie, de l’agriculture et de la civilisation en général etc.» (Париж, 1839—48),
- «Des améliorations matérielles dans leurs rapports avec la liberté» (П., 1839);
- «De la législation et du mode d’exécution des chemins de fer» (П., 1840),
- «De la paix, de son principe et de sa réalisation» (1842),
- «Théorie nouvelle d’économie sociale et politique» (П., 1842),
- «La république de Dieu» (1843—45).